# Championnat de Malte de football 2009-2010
Navigation
Saison précédente Saison suivante
La saison 2009-2010 de Premier League Maltaise est la quatre-vingt-quinzième édition de la première division maltaise. Les dix meilleures équipes du pays s'affrontent en matchs aller et retour au sein d'une poule unique. À la fin de cette première phase, les six premiers du classement disputent la poule pour le titre et rejouent à nouveau deux fois contre leurs adversaires. Les quatre derniers participent à la poule de relégation, qui voit les deux derniers être rétrogradés et remplacé par les deux meilleures équipes de First League, la deuxième division maltaise.
C'est le club de Birkirkara FC qui a été sacré champion de Malte pour la troisième fois de son histoire, après avoir terminé en tête de la poule des champions, avec un seul point d'avance sur le Valletta FC et quinze sur un duo composé du Qormi FC et de Sliema Wanderers. Le tenant du titre, Paola Hibernians FC, ne termine qu'à la 6e place, à 28 points du champion.

## Les 10 clubs participants
| Club                | Stade             | Capacité | Ville      |
| ------------------- | ----------------- | -------- | ---------- |
| Birkirkara FC       | Infetti Ground    | 2 000    | Birkirkara |
| Floriana FC         | Victor Tedesco    | -        | Floriana   |
| Hamrun Spartans     | Victor Tedesco    | 6 000    | Hamrun     |
| Valletta FC         | Salinos Ground    | -        | La Valette |
| Dingli Swallows     | Dingli Ground     | -        | Dingli     |
| Msida Saint-Joseph  | Thomaso Ground    | -        | Hamrun     |
| Paola Hibernians FC | Hibernians Ground | 8 000    | Paola      |
| Sliema Wanderers FC | Guze Fava Ground  | 4 000    | Sliema     |
| Qormi FC            | Thomaso Grounds   | -        | Qormi      |
| Tarxien Rainbows FC | Tarxien Ground    | -        | Tarxien    |

## Compétition[1]

### Phase 1

#### Classement
Le classement est établi sur le barème de points classique (victoire à 3 points, match nul à 1, défaite à 0).
| Rang | Équipe                  | Pts | J  | G  | N | P  | Bp | Bc | Diff |
| ---- | ----------------------- | --- | -- | -- | - | -- | -- | -- | ---- |
| 1    | Valletta FC             | 40  | 18 | 12 | 4 | 2  | 45 | 15 | +30  |
| 2    | Birkirkara FC           | 39  | 18 | 12 | 3 | 3  | 40 | 18 | +22  |
| 3    | Qormi FC                | 35  | 18 | 11 | 2 | 5  | 37 | 22 | +15  |
| 4    | Sliema Wanderers        | 29  | 18 | 9  | 2 | 7  | 29 | 21 | +8   |
| 5    | Paola Hibernians FC (T) | 27  | 18 | 7  | 6 | 5  | 31 | 28 | +3   |
| 6    | Tarxien Rainbows FC     | 26  | 18 | 7  | 5 | 6  | 30 | 29 | +1   |
| 7    | Floriana FC             | 23  | 18 | 6  | 5 | 7  | 23 | 35 | -12  |
| 8    | Hamrun Spartans         | 21  | 18 | 6  | 3 | 9  | 24 | 31 | -7   |
| 9    | Msida Saint-Joseph      | 11  | 18 | 3  | 2 | 13 | 12 | 34 | -22  |
| 10   | Dingli Swallows (P)     | 3   | 18 | 1  | 0 | 17 | 13 | 51 | -38  |

| Légende : Qualifications et relégations | Légende : Qualifications et relégations                |
| --------------------------------------- | ------------------------------------------------------ |
|                                         | Qualifié pour le tour des champions                    |
|                                         | Qualifié pour le tour de relégation                    |
|                                         | (T) : Tenant du titre (P) : Promu de deuxième division |

#### Matchs
| Résultats (▼dom., ►ext.)                                   | BIR | DIN | FLO | HIB | HAM | MSJ | QOR | SLI | TAR | VAL |
| Birkirkara FC                                              |     | 2-0 | 0-1 | 2-2 | 2-1 | 4-1 | 2-0 | 0-1 | 5-1 | 1-3 |
| Dingli Swallows                                            | 1-3 |     | 0-2 | 1-2 | 1-3 | 1-2 | 1-4 | 0-2 | 1-4 | 0-6 |
| Floriana FC                                                | 1-2 | 1-2 |     | 1-1 | 1-1 | 4-2 | 1-1 | 1-1 | 1-1 | 0-4 |
| Paola Hibernians FC                                        | 2-2 | 2-1 | 2-3 |     | 4-2 | 3-0 | 2-2 | 0-1 | 0-1 | 2-4 |
| Hamrun Spartans                                            | 0-2 | 3-0 | 0-1 | 2-2 |     | 1-0 | 1-2 | 3-0 | 2-2 | 2-3 |
| Msida Saint-Joseph                                         | 1-2 | 2-1 | 1-2 | 0-1 | 0-2 |     | 0-3 | 1-0 | 1-1 | 0-1 |
| Qormi FC                                                   | 2-5 | 4-0 | 6-2 | 3-1 | 2-0 | 3-0 |     | 1-0 | 0-2 | 0-2 |
| Sliema Wanderers                                           | 0-3 | 3-1 | 3-0 | 2-2 | 5-0 | 2-0 | 1-2 |     | 4-2 | 0-1 |
| Tarxien Rainbows FC                                        | 0-2 | 2-1 | 2-1 | 1-2 | 0-1 | 3-1 | 1-2 | 3-1 |     | 2-2 |
| Valletta FC                                                | 1-1 | 4-1 | 6-0 | 0-1 | 4-0 | 0-0 | 1-0 | 1-3 | 2-2 |     |
| - Victoire à domicile - Match nul - Victoire à l'extérieur |     |     |     |     |     |     |     |     |     |     |

### Phase 2

#### Classement
Les classements sont établis sur le barème de points classique (victoire à 3 points, match nul à 1, défaite à 0).
Les équipes gardent également la moitié des points qu'elles ont acquis lors de la première phase.
| Rang | Équipe                  | Pts | J  | G  | N | P  | Bp | Bc | Diff |
| ---- | ----------------------- | --- | -- | -- | - | -- | -- | -- | ---- |
| 1    | Birkirkara FC           | 45  | 28 | 20 | 4 | 4  | 64 | 32 | +32  |
| 2    | Valletta FC (C)         | 44  | 28 | 20 | 4 | 4  | 71 | 25 | +46  |
| 3    | Qormi FC                | 30  | 28 | 15 | 2 | 11 | 53 | 36 | +17  |
| 4    | Sliema Wanderers        | 30  | 28 | 14 | 2 | 12 | 41 | 37 | +4   |
| 5    | Tarxien Rainbows FC     | 23  | 28 | 10 | 6 | 12 | 41 | 50 | -9   |
| 6    | Paola Hibernians FC (T) | 17  | 28 | 8  | 6 | 14 | 40 | 51 | -11  |

| Rang | Équipe                 | Pts | J  | G  | N | P  | Bp | Bc | Diff |
| ---- | ---------------------- | --- | -- | -- | - | -- | -- | -- | ---- |
| 7    | Floriana               | 25  | 24 | 10 | 6 | 8  | 35 | 41 | -6   |
| 8    | Hamrun Spartans        | 24  | 24 | 10 | 4 | 10 | 41 | 39 | +2   |
| 9    | Dingli Swallows (P)    | 5   | 24 | 2  | 0 | 22 | 23 | 71 | -48  |
| 10   | Msida Saint-Joseph -10 | 11  | 24 | 4  | 4 | 16 | 24 | 51 | -27  |

| Légende : Qualifications et relégations | Légende : Qualifications et relégations                                                     |
| --------------------------------------- | ------------------------------------------------------------------------------------------- |
|                                         | Ligue des Champions 2010-2011 (1er Tour de qualification des champions)                     |
|                                         | Ligue Europa 2010-2011 (1er Tour de qualification)                                          |
|                                         | Participation au barrage pour la Ligue Europa 2010-2011                                     |
|                                         | Relégation en First Division Maltaise                                                       |
|                                         | (T) : Tenant du titre (C) : Vainqueur de la Coupe de Malte (P) : Promu de deuxième division |

- Msida Saint-Joseph reçoit une pénalité de 10 points pour des dettes impayées envers plusieurs anciens joueur et un ancien entraîneur.

#### Barrage pour la Ligue Europa
Les clubs de Qormi FC et Sliema Wanderers ayant terminé à égalité de points à la 3e place, un match de barrage est disputé entre les deux formations pour déterminer laquelle obtient sa qualification pour la prochaine Ligue Europa.
| 1er juin 2010 | Qormi FC | 0 - 2 | Sliema Wanderers                               | Ta'Qali National Stadium, Ta'Qali |  |
| 19:30         |          |       | Dronca 51e (pen.) · Buteur inconnu 90+5e (csc) |                                   |  |

## Bilan de la saison
| Championnat de Malte de football 2009-2010 |                          |
| Champion                                   | Birkirkara FC (3e titre) |
| Coupes et trophées                         |                          |
| Vainqueur de la Coupe de Malte 2009-2010   | Valletta FC              |
| Qualifications continentales               |                          |
| Ligue des champions 2010-2011              | Birkirkara FC            |
| Ligue Europa 2010-2011                     | Valletta FC              |
| Ligue Europa 2010-2011                     | Sliema Wanderers         |
| Promotions et relégations                  |                          |
| Promus en Premier League                   | Marsaxlokk FC            |
| Promus en Premier League                   | Vittoriosa Stars FC      |
| Relégués en First League                   | Dingli Swallows          |
| Relégués en First League                   | Msida Saint-Joseph       |